# سیارک ۳۱۲۴۰
سیارک ۳۱۲۴۰ (به انگلیسی: 31240 Katrianne، نامگذاری:1998DB2) سی و یک هزار و دویست و چهلمین سیارک کشف شده‌است که در ۲۰ فوریه ۱۹۹۸ کشف شد.